# Утагава Тоёкуни
Утагава Тоёкуни (яп. 歌川豊国, 1769 — 24 февраля 1825) — художник, работавший в жанре укиё-э в классический период и изображавший актеров театра кабуки. Часто его называют Тоёкуни I Утагава, чтобы отличать от ученика и зятя, который после смерти учителя взял псевдоним Тоёкуни II Утагава. Настоящее имя художника Курохаси Кумакити. Был вторым главой Школы Утагава, которая стала ведущей школой укиё-э в XIX столетии.

## Биография
Родился в Эдо (современный Токио) в 1769 году в семье резчика деревянных кукол, который также создавал реплики актеров театра кабуки, по имени Курохаси Горобэя. Имя при рождении — Курохаси Кумакити (яп. 倉橋 熊吉). В 14 лет юноша был отдан в ученики к близкому другу отца, жившему неподалеку — художнику Тоёхару Утагаве. По традиции ученик взял псевдоним, начинающийся с первого иероглифа имени учителя, и его фамилию. Использовал также псевдонимы Кумаэмон (яп. 熊右衛門), Утагава Итиёсай (яп. 歌川 一陽斎), Итиёсай Тоёкуни (яп. 一陽斎 豊国).
Первыми работами начинающего художника были иллюстрации к популярным рассказам и женские портреты, в которых чувствовалось влияние Китао Сигэмасы и Тории Киёнаги. Но они не принесли художнику известности, поэтому он начал искать себя в другом жанре.
В 1794—1795 годах Тоёкуни создал популярную серию гравюр «Изображение актеров на сцене». На них персонажи были изображены в полный рост, почти всегда на однотонном жёлто-сером фоне.
В 1796—1797 годах Тоёкуни сосредотачивается на погрудных изображениях актеров (окуби-э). Он стремился максимально выразительно запечатлеть реальный сценический облик и характер актёров, большое внимание уделял жестам, позам, драматической составляющей. Эта серия гравюр также была положительно принята публикой.
В конце XVIII века Тоёкуни стал лидером среди мастеров якуся-э.
Также художник изображал японских красавиц — бидзин-га (серия «Современные красавицы, уподобленные семи ликам Комати»), рисовал жанровые сценки на фоне городских пейзажей и эротические гравюры-сюнга.
Примечательно, что серия «Двенадцать месяцев», посвящённая народным обычаям и праздникам, возникла как результат соперничества между двумя учениками Тоёхару Утагавы: Тоёхиро и Тоёкуни — именно эта работа привела к росту популярности всей школы Утагава, которая стала ведущей школой укиё-э в XIX столетии.
Позднее Тоёкуни вернулся к основной своей тематике — актёрским портретам, но большая популярность сыграла с художником злую шутку. Спрос на его работы был огромным, что вынуждало мастера работать все быстрее и быстрее. С 1803 по 1817 годы его работы стали статичными, но, даже несмотря на этот факт, Тоёкуни Утагава оставался крайне востребованным. Он продолжал выпускать большое количество гравюр, но их качество, как правило, уже не было таким же, как в начале творческого пути.
Тоёкуни Утагава умер в Эдо (Токио) в 1825 году в возрасте 57 лет в окружении своих учеников. Посмертное буддийское имя — Токумёдзин Дзиссайрэйго Синдзи.

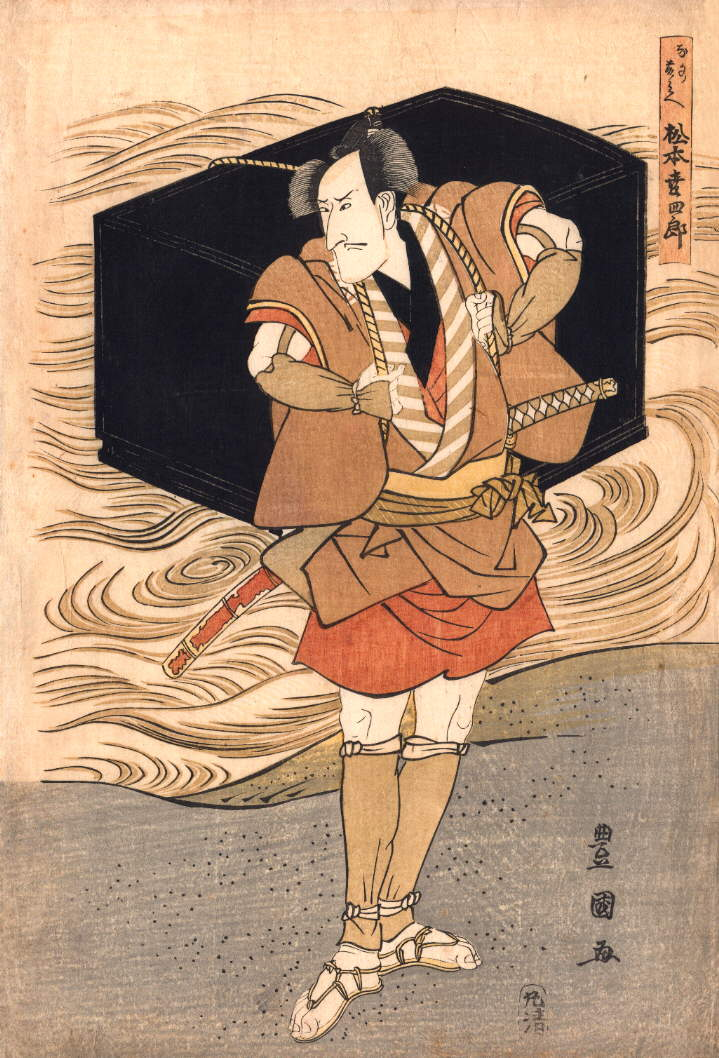
Мацумото Косиро V. Цирк; 1800-е
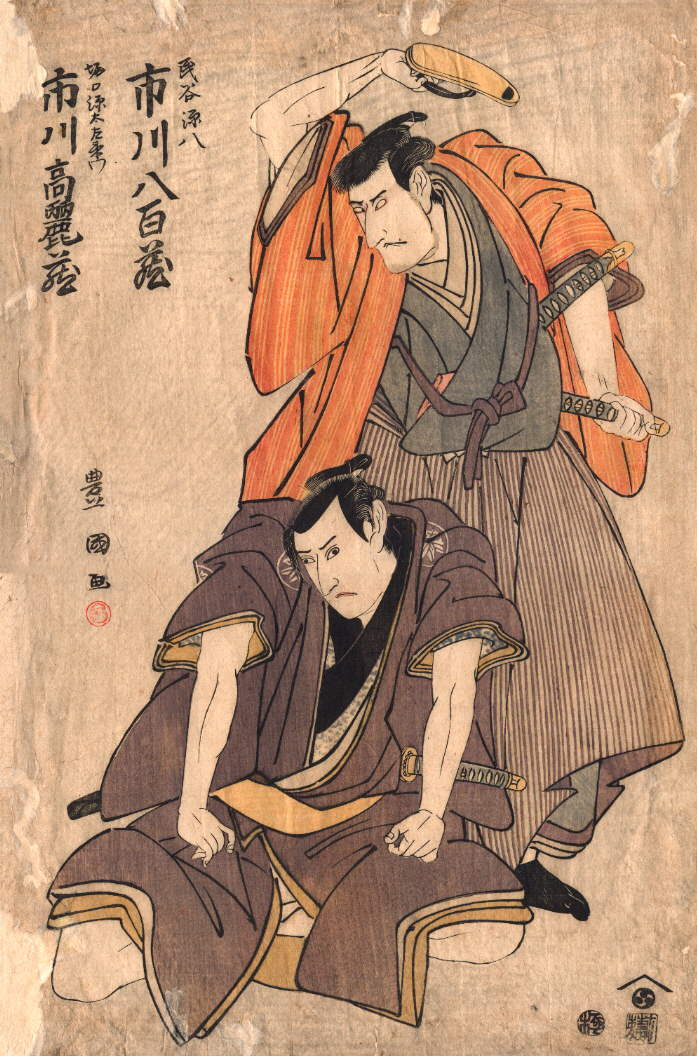
Иткава Комадзо и Итикава Яодзо; около 1800
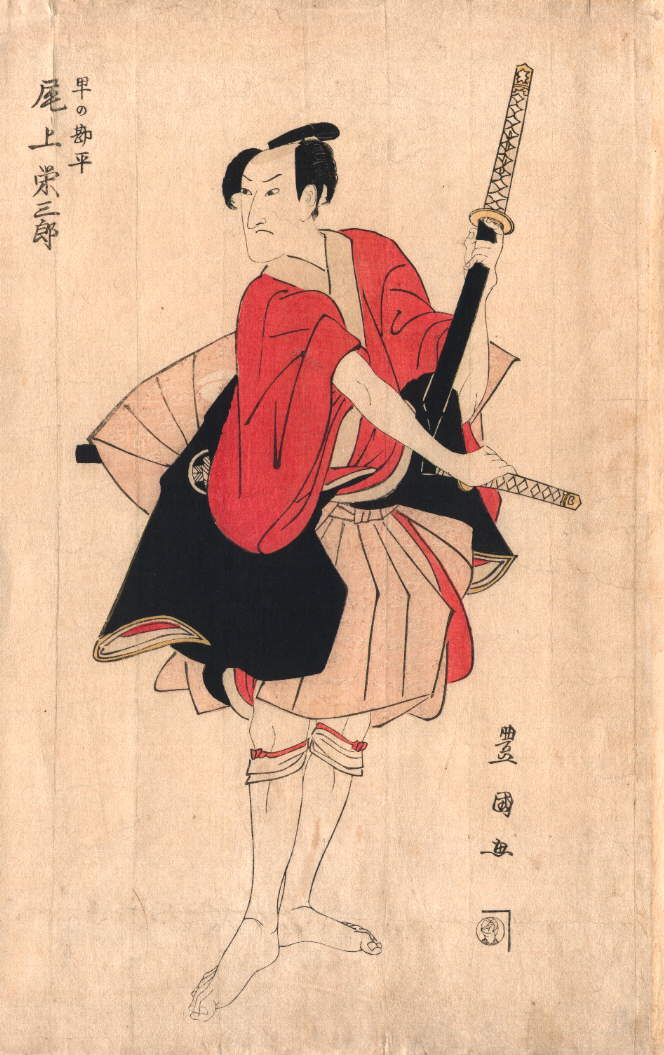
Оноэ Идзабуро I. около 1800

## Ученики
- Тоёкуни II Утагава
- Утагава Куниясу
- Утагава Кунимаса
- Утагава Кунисада
- Утагава Куниёси
- Утагава Кунинао

## Коллекции и музеи
- Музей изобразительного искусства Удинотти
- Бруклинский музей